# Ritratto di Madame de Senonnes
Il Ritratto di Madame de Senonnes (Portrait de Madame de Senonnes), un tempo noto con il titolo La trasteverina (La Trastévérine), è un dipinto realizzato nel 1814 da Jean-Auguste-Dominique Ingres durante il suo soggiorno romano. Ritrae Marie-Geneviève-Marguerite Marcoz, viscontessa di Senonnes, nata a Lione il 29 giugno 1783 e morta a Parigi il 25 aprile 1828. Il dipinto fa parte delle collezioni del museo delle belle arti di Nantes.

## Storia

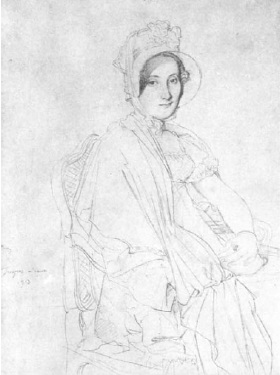
Un disegno di Marie Marcoz realizzato da Ingres nel 1813.

Nel 1814, all'epoca della commissione del ritratto, Marie Marcoz viveva a Roma. Da quattro anni era l'amante di Alexandre de la Motte-Baracé de Senonnes, noto nei circoli monarchici come il visconte di Senonnes. Venne commissionato questo dipinto a Ingres, che prolungò anche il proprio soggiorno a Roma, dove si guadagnava da vivere realizzando numerosi ritratti. Ingres l'aveva già ritratta in un disegno risalente all'anno prima. Il visconte di Senonnes sposò Marie Marcoz nel 1815.
Alla morte di Madame de Senonnes nel 1828, questo ritratto di Ingres restò di proprietà di suo marito. Nel 1831, perseguitato dai suoi creditori, lo inviò presso il fratello maggiore, il marchese di Senonnes (1779-1851), al castello di Sautré, a Feneu. Fu lui che pagò l'opera dopo la morte del fratello. Il quadro rimase a Sautré fino al 1851. L'inventario redatto dopo il decesso di Pierre de la Motte-Baracé de Senonnes lo cita nella sua camera.
Passò quindi al suo figlio più giovane, Armand de La Motte-Baracé de Senonnes, che lo trasportò nel suo hôtel particulier ad Angers e morì un anno dopo di tubercolosi, il 30 luglio 1852. La sua vedova, Adélaïde de Bruce, probabilmente vittima dei pregiudizi della sua epoca e del suo ambiente, e altezzosa al punto di voler cancellare fino all'ultima traccia un matrimonio disuguale che lei considerava come una misalleanza, decise di sbarazzarsi del ritratto della "zia". Ella vendette questo capolavoro della pittura neoclassica al rigatiere Bonnin d'Angers in cambio della somma di 120 franchi e di un guéridon.
Fu l'artista nantese Philibert Doré Graslin che riscoprì il Ritratto di Madame de Senonnes. Nel 1853, notò per puro caso sul marciapiede davanti il negozio del rigattiere, e lo segnalò al curatore del museo di belle arti nantese, che lo acquistò per 3920 franchi.

## La modella
In passato si pensava erroneamente che Marie provenisse dal rione di Trastevere, da cui il titolo desueto La trasteverina, ma le ricerche negli archivi hanno smentito queste voci. Proveniente da una famiglia di negozianti dell'Isère, Marie Marcoz era la figlia di Joseph Marcoz, un mercante di stoffe e borghese lionese, e di Genevève Coupet. Ella si sposò in prime nozze il 19 aprile 1802 con Jean Talensier, un commerciante di cappelli e di stoffe, nel quartiere lionese di Saint-Nizier. Una figlia, Geneviève-Amélina Talensier, nacque da questa unione il 4 aprile 1803.
Il commercio di tessuti portò la giovane coppia a Roma, dove la loro unione si inasprì. I due divorziarono, probabilmente nel 1809. Talensier lasciò Roma per combattere nell'esercito francese e fu ferito due volte.
Marie Marcoz continuò da sola la sua vita romana. Nella società frequentò i circoli artisti e incontro nel 1810 il pittore Alexandre de la Motte-Baracé de Senonnes, figlio unico del marchese di Senonnes. Ella ne divenne l'amante e poi la moglie nell'agosto del 1815, all'epoca del loro ritorno a Parigi. L'unione di Alexandre e di Marie venne accolta molto male dalla famiglia de Senonnes, dato lo status di donna divorziata di Marie Marcoz e le sue origini borghesi. Questa sfiducia nei confronti della donna avrà la meglio sul futuro del dipinto nelle collezioni della famiglia di Senonnes, e ne favorirà l'ingresso in quelle del museo di belle arti di Nantes, di cui è uno dei capolavori.

## Descrizione

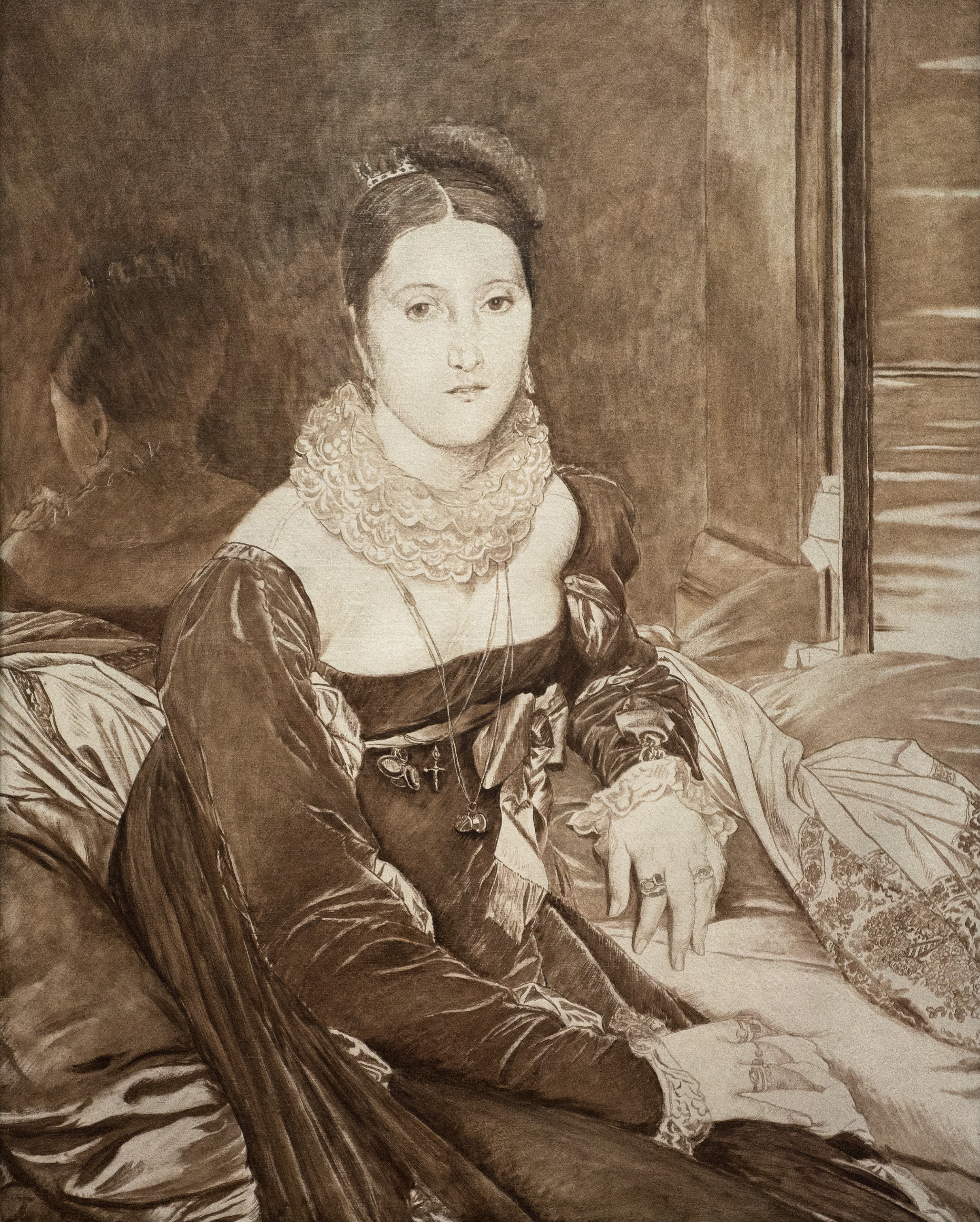
Una copia dell'opera in grisaglia realizzata da James Tissot nel 1899.

In questo ritratto il riferimento raffaellesco è chiaro. Il trattamento delle stoffe sontuose e degli innumerevoli gioielli, la posa languida, l'abbondanza di accessori, la bellezza dei colori veneziani, rosso e oro cangianti nella parte inferiore del quadro, rafforzano la presenza del volto della modella isolato sul fondo scuro dello specchio che rivela la sua nuca. Tutto evoca il lusso di questi primi anni del diciannovesimo secolo: l'abito di velluto granato, rifinito con una mussola preziosa delle Indie e del pizzo trasparente, lo scialle costoso di casimirra bianca. La modella posa nell'alcova di un boudoir tappezzato di seta dorata, con la quale sono stati rivestiti i cuscini del divano, ma anche i muri che incorniciano lo specchio situato sullo sfondo. Nell bordo di questo specchio il pittore ha posto un bigliettino da visita come firma.
Marcoz è ritratta in una posa seducente e languida sopra i cuscini di un divano, con i capelli raccolti all'indietro. Ella indossa un vestito lussuoso di stile impero con delle reminiscenze rinascimentali nelle maniche larghe e nell'ampia scollatura quadrata coperta da un tessuto sottile. Le sue mani, che portano un totale di tredici anelli d'oro e pietre preziose, accarezzano il cuscino (la sinistra) e tengono un fazzoletto (la destra). Ella porta degli orecchini di rubino, che forse simboleggiano l'amore corrisposto. Come tutti i ritratti femminili ingresiani, la modella pare priva di consistenza, come se il suo corpo mancasse di una struttura ossea.
L'opera è la prima di Ingres a esplorare l'uso di uno specchio e la spazialità aggiuntiva che porta, un espediente che verrà ripreso trentuno anni dopo per il ritratto della viscontessa di Haussonville.
Esistono vari piccoli bozzetti di carta, il primo dei quali mostra la figura intera della donna (forse ispirandosi alla Madame Récamier dipinta da David pochi anni prima), adagiata sensualmente su un divano, mentre i bozzetti successivi si concentrano sulla raffigurazione della parte superiore del corpo e del petto. Alcuni storici dell'arte hanno comparato il suo tono a quello della Grande odalisca, alla quale stava lavorando nello stesso momento. Le fonti probabili alle quali Ingres attinse per l'ispirazione furono il Ritratto di Madame de Verninac di Jacques-Louis David e La Belle Ferronière di Leonardo da Vinci.

## Galleria d'immagini

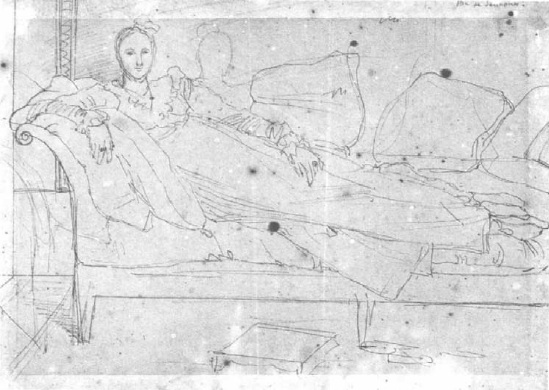
Uno studio per il ritratto, con Madame de Senonnes sdraiata.
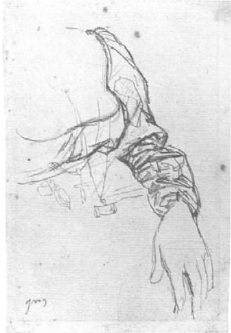
Uno studio per il busto e il braccio sinistro.
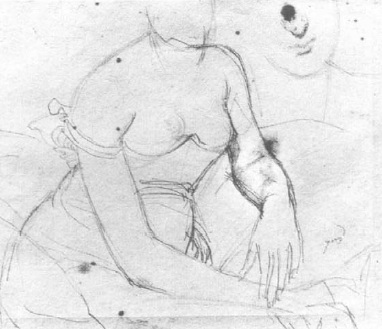
Uno studio per il corpo e dei dettagli del volto.